# Irritabilitat
La irritabilitat biològica és la capacitat d'un ésser viu o d'una part d'ell per a identificar un canvi negatiu en el medi ambient i poder reaccionar. Té un efecte patològic o fisiològic. Principalment la irritabilitat és la capacitat homeostàtica que tenen els organismes vius de respondre davant estímuls que lesionen el seu benestar o estat. Aquesta característica els permet sobreviure i, eventualment, adaptar-se als canvis que es produeixen en l'ambient. Hi ha dos tipus d'estímuls: els externs i els interns. En les plantes la irritabilitat es coneix com a tropismes: Fototropisme, gravitropisme, tigmotropisme i les nàsties o moviments de plantes com la Mimosa pudica.
En els organismes amb capacitat motilitat intracel·lular o extracel·lular es parla de tàxia.